# Provincia de Ascope
La Provincia de Ascope es una de las doce provincias que conforman el Departamento de La Libertad en el norte del Perú.
Desde el punto de vista jerárquico de la Iglesia católica, forma parte de la arquidiócesis de Trujillo.

## Historia
Gracias al proyecto presentado por el diputado Jorge Díaz León y respaldada e impulsada por el abogado  Marcos Alberto Muñoz de la Cruz ambos militantes de Acción Popular, fue creada mediante Ley de Creación Provincial n.º 23-845, del 1 de junio de 1984, en el gobierno del presidente Fernando Belaúnde Terry. 
José Estrada Salcedo fue el primer subprefecto de la provincia.

## Geografía
Se ubica en la región de la costa y abarca una superficie de 265,575 km².

## Capital
Su capital es la ciudad de Ascope. Se encuentra a 620 km al norte de Lima, la capital de la República del Perú, junto al misterioso cerro Cuculicote y sobre la margen derecha del río Chicama. Su altitud es de 238 m s. n. m.
En el siglo XIX y hasta los años cuarenta, fue una ciudad muy importante desde el punto de vista comercial y porque fue cuna de la industria del azúcar, iniciada por la familia Tinoco en la Hacienda de Facala en 1725.

## División administrativa
Está dividido en ocho distritos:
- Ascope
- Casa Grande
- Chicama
- Chocope
- Magdalena de Cao
- Paiján
- Rázuri
- Santiago de Cao

## Autoridades

### Regionales
- Consejero regional
  - 2023-2026:[2] Dr. Samuel Leiva López (Alianza para el Progreso)

### Municipales
- 2023-2026[2]
  - Alcalde: María del Rosario Cortijo Izquierdo, Alianza para el Progreso.
  - Regidores:

  1. Rolando Rafael Luján Meléndez (Alianza para el Progreso)
  2. Rocío Madeleine Castillo Díaz (Alianza para el Progreso)
  3. Jorge Luis Chigne Cotrina (Alianza para el Progreso)
  4. Elcira Elizabeth Pósito Sare (Alianza para el Progreso)
  5. Darlyn Keny Carbajal Acosta (Alianza para el Progreso)
  6. Diana Carolina Espinoza Cuba (Alianza para el Progreso)
  7. Jurgen Raúl Raico Ybáñez (Alianza para el Progreso)
  8. Omar Antonio Cotrina Fernández (Movimiento Regional La Libertad)
  9. Katherin Lisbeth Cotrina Culquichicon (Movimiento Regional La Libertad)
  10. Silvana Milagros Cruzado Alvarado (Movimiento Regional Trabajo más Trabajo)
  11. Joanne Lloid López Aroco (Fuerza Popular)

Alcaldes anteriores
- 2015-2018:[3][4] Dr.Samuel Alfonso Leiva López, de Alianza para el Progreso (Perú) (APP).
- 2011-2014:[3][4] José Armando Castillo Pérez, del Partido Aprista Peruano (PAP).

### Policiales
- Comisario: Comandante PNP

## Turismo
- Complejo arqueológico El Brujo: Conformado por tres huacas que son Cao, Cortada y Prieta. Las excavaciones han mostrado indicios de ocupación precerámico (hace cinco mil años). Destaca el muro de sacrificio de adobe de 30 m de alto con decoraciones policromas mochicas en sus paredes y la clásica figura del degollador de cabezas. Ubicada a 60 km (1 h 20 min) de la ciudad de Trujillo en el valle del río Chicama.
- Puerto Chicama o Malabrigo: Playa muy conocida por aquellos que practican surf porque tiene la ola izquierda más larga del mundo.[5] Ubicada a 74 km (1 h 30 min) de la ciudad de Trujillo.

## Ciudadanos destacables
- Juan Honores, futbolista y entrenador de fútbol.
- Marcos Alberto Muñoz de la Cruz, notable abogado, político y magistrado.
- Alcides Spelucín Vega: poeta, educador y político peruano.
- Rosa León Flores: política peruana.